# Juan Bautista Iguíniz
Juan Bautista Iguíniz Vizcaíno (Guadalajara, Jalisco; 29 de agosto de 1881-Guadalajara, 8 de diciembre de 1972) fue un bibliotecólogo, investigador y académico mexicano.

## Estudios
Sus padres fueron el impresor José María Iguíniz y Jesusita Vizcaíno. Realizó sus primeros estudios en su ciudad natal e ingresó al Seminario Conciliar de Guadalajara para estudiar humanidades y filosofía. Ayudó a su padre como impresor y encuadernador en el taller familiar. En 1909 se trasladó a la Ciudad de México, estudió historia en el Museo Nacional de Arqueología, Historia y Etnología. De 1913 a 1917, como ayudante, impartió clase de historia en el museo. En 1925, fue director de la Escuela Nacional de Bibliotecarios y Archivistas (ENBA) de la Secretaría de Educación Pública. Dio clases de biblioteconomía, clasificación, avalúo de libros, técnica bibliográfica, bibliología, bibliotecología, historia del libro e historia de bibliotecas en la misma Escuela, así como en la Escuela Nacional de Altos Estudios, más tarde en el Colegio de Bibliotecología y Archivonomía de la Facultad de Filosofía y Letras de la Universidad Nacional Autónoma de México (UNAM), en El Colegio de México y en la Universidad Femenina.

## Bibliotecario
De 1910 a 1915 fue ayudante de bibliotecario y regente de imprenta en el Museo Nacional. En la Biblioteca Nacional de México, de 1915 a 1917 fue clasificador y catalogador; de 1917 a 1926 fue subdirector. Ejerció durante cuatro meses el cargo como director de facto, debido a la muerte, en octubre de 1919, de Agustín García Figueroa, quien era director de la institución. De 1925 a 1926 y de 1933 a 1934, fue director de la Biblioteca Iberoamericana Octavio Paz. De 1935 a 1936, fue bibliotecario del Observatorio Astronómico Nacional.
Fue jefe de la Sección de Bibliografía de la Biblioteca Nacional de 1937 a 1941, nuevamente subdirector de 1941 a 1946, director auxiliar de 1947 a 1951 y director de 1951 a 1956.

## Investigador y académico
En 1919, fue miembro fundador de la Academia Mexicana de la Historia, ocupó el sillón 11 y fue nombrado director de la misma en 1969. En 1956, fue nombrado investigador de tiempo completo en el Instituto de Investigaciones Históricas de la Universidad Nacional Autónoma de México.
Dedicó su investigación a varias materias relacionadas con la bibliografía, la historia y la biografía. Se interesó por el estudio del libro en México, la producción de impresos en varias ciudades del país y sobre impresores e impresos específicos. De su veta como bibliógrafo destacan el Catálogo biobibliográfico de los doctores, licenciados y maestros de la antigua Universidad de Guadalajara (1963) y la Bibliografía de los escritores de la Provincia Mexicana de la Compañía de Jesús desde su restauración en 1816 hasta nuestros días (1945). También cultivó la bibliotecología, sobre la que escribió, entre otros, El libro, epítome de bibliología v el Léxico bibliográfico, considerado uno de los primeros textos especializados escrito en español. Algunos de sus trabajos biográficos abordan a personajes ligados al estudio del libro, entre ellos, Don Genaro Estrada. Elogio (1942) José Toribio Medina. Su vida y su obra (1952) y Monseñor Valverde Téllez, bibliófilo y bibliógrafo (1953). Como formador de bibliotecarios, fue profesor, entre muchos otros de, Joaquín Diaz Mercado, Juana Manrique de Lara y Tobías Chávez.

## Publicaciones
Su obra es prolífica, se puede identificar en el Diccionario de escritores mexicanos, que registra más de 100 títulos, incluidos artículos y libros, entre ellos se encuentran:
- El Imo. Sr. D. Jaime de Anesagasti y Llamas, obispo electo de Campeche en 1909.
- La imprenta en Nueva Galicia, 1793-1821 en 1911.
- Tonalá y sus monumentos históricos en 1914.
- Entierro y funerales de Hernán Cortés en 1919.
- El bachiller D. Cristóbal Bernardo de la Plaza y Jaén y crónica de la Universidad de México en 1920
- El escudo de armas nacionales. Monografía histórica documentada e ilustrada en 1920.
- "La imprenta en México durante la dominación española" en Mainz, 1925.
- Los historiadores de Jalisco. Epítome bibliográfico y crítico en 1926.
- Don Luis Pérez Verdía, jurisconsulto e historiador en 1927.
- Biblioteconomía: Manual de biblioteconomía en 1929.
- Los libros, las bibliotecas, la clasificación decimal, los catálogos bibliográficos en 1929.
- Bibliografía biografíca mexicana en 1930.
- Algunas bibliografías bibliográficas mexicanas en 1933.
- La biblioteca Turriana en 1940.
- La Biblioteca Nacional de México en 1940.
- Don Jesús Galindo y Villa en 1942.
- Don Genaro Estrada en 1942.
- El Sagrario Metropolitano de Guadalajara en 1942.
- Guadalajara a través de los tiempos en 1950.
- El éxodo de documentos y libros mexicanos al extranjero en 1953.
- Monseñor Valverde y Téllez, bibliófilo y bibliógrafo en 1954.
- El bibliotecario moderno. Léxico bibliográfico en 1959.
- Disquisiciones bibliográficas. Autores, libros, bibliotecas, artes gráficas en 1965.[5]